# Tríptico de santa Wilgefortis
La crucifixión de santa Wilgefortis es un tríptico del pintor holandés El Bosco. Como ocurre con el resto de las pinturas del Bosco, la fecha de ejecución es objeto de debate. El análisis dendrocronologico indica que la tabla no pudo ser pintada antes de 1497, aproximadamente. En la actualidad se encuentra en la Gallerie dell'Accademia, en Venecia, Italia.

## Historia
Según algunos historiadores, el Bosco pudo haber pintado este trabajo durante un corto viaje al norte de Italia, aunque es más probable que se tratara de un encargo de un comerciante italiano o de un diplomático activo en Flandes.
La primera mención al tríptico se encuentra en Le ricche minere della pittvra veneziana de Marco Boschini, 1664, que lo cita como martirio de una santa en la cruz con muchas figuras y en particular una desmayada, que atribuía a un tal Girolamo Basi. La identificación de la mártir crucificada con santa Wilgefortis, a la que según la leyenda creció la barba, se acredita por las dudas de Antonio Maria Zanetti, que en su Descrizione di tutte le pubbliche pitture della cità di Venezia de 1733 rectificaba doblemente a Boschini al sostener que se trataba de un santo coronado, no de una santa, y que su autor no era Girolamo Basi sino «Girolamo Bolch, como vedesi scritto in lettere Tedeschi bianche», para rectificarse nuevamente en la segunda edición de su guía de 1771, cuando afirmaba que lo representado era «la crocefissione d'un Santo o Santa martire». En 1893 fue trasladada por los austríacos a Viena, donde permaneció hasta 1919 cuando fue devuelta a Venecia. El trabajo ha sido dañado por un incendio, aunque su atribución al Bosco nunca ha sido cuestionada.

## Descripción
El panel central representa la crucifixión de una santa identificada con santa Julia de Córcega, santa Wilgefortis, santa Liberata y otras. Siendo una representación de la crucifixión de Cristo, la mujer esta en una posición elevada en el cielo, con una gran multitud que se reunió a los pies de la cruz, incluyendo a los verdugos y las personas comunes. Un elemento típico es el hombre desmayado y agarrados por los cercanos.
Los lados muestran dos ciudades: a la derecha, un puerto que se caracteriza por edificios con cúpulas extravagantes y varios barcos hundidos; a la izquierda se encuentra una ciudad en llamas, ocupada por los demonios. En la parte inferior se encuentran varios parapetos,  a la izquierda, un ermitaño con una capucha oscura (San Antonio en Abad en meditación), y a la derecha, un monje y un soldado que apuntan hacia el panel central.